# Felicity Jones
Felicity Rose Hadley Jones, född 17 oktober 1983 i Birmingham, är en brittisk skådespelare.
Jones har bland annat spelat i filmer som Cemetery Junction (2010), Hysteria (2011) och Like Crazy (2011). För den sistnämnda vann hon bland annat ett Special Jury Prize vid Sundance Film Festival 2011.
Jones har dessutom nominerats till och vunnit pris för en mängd rollprestationer. Bland annat kan nämnas att hon 2015 nominerades för  såväl en Oscar som en Golden Globe och en BAFTA i filmen The Theory of Everything som bästa skådespelare i kvinnlig huvudroll. För filmen erhöll hon sammanlagt 17 nomineringar av olika prisutdelare.
Sedan 2018 är hon gift med regissören Charles Guard. År 2020 föddes parets första barn, en son. Deras andra barn, en dotter, är född 2022.

## Filmografi i urval
- 2007 – Northanger Abbey
- 2008 – Flashbacks of a Fool
- 2008 – En förlorad värld
- 2009 – Chéri
- 2010 – Cemetery Junction
- 2010 – The Tempest
- 2011 – Like Crazy
- 2011 – Chalet Girl
- 2011 – Page Eight
- 2011 – Hysteria
- 2011 – Albatross
- 2012 – Cheerful Weather for the Wedding
- 2013 – The Invisible Woman
- 2014 – The Amazing Spider-Man 2
- 2014 – The Theory of Everything
- 2015 – True Story
- 2016 – Collide
- 2016 – Sju minuter efter midnatt
- 2016 – Inferno
- 2016 – Rogue One: A Star Wars Story
- 2017 – Star Wars: Forces of Destiny (TV-serie) (röst)
- 2018 – En kvinna bland män
- 2019 – The Aeronauts
- 2020 – The Midnight Sky
- 2021 – Sista brevet från din älskade  (även exekutiv producent)
- 2023 – Dead Shot  (även exekutiv producent)
- 2024 – Brutalisten
- 2025 – Train Dreams